# Såll

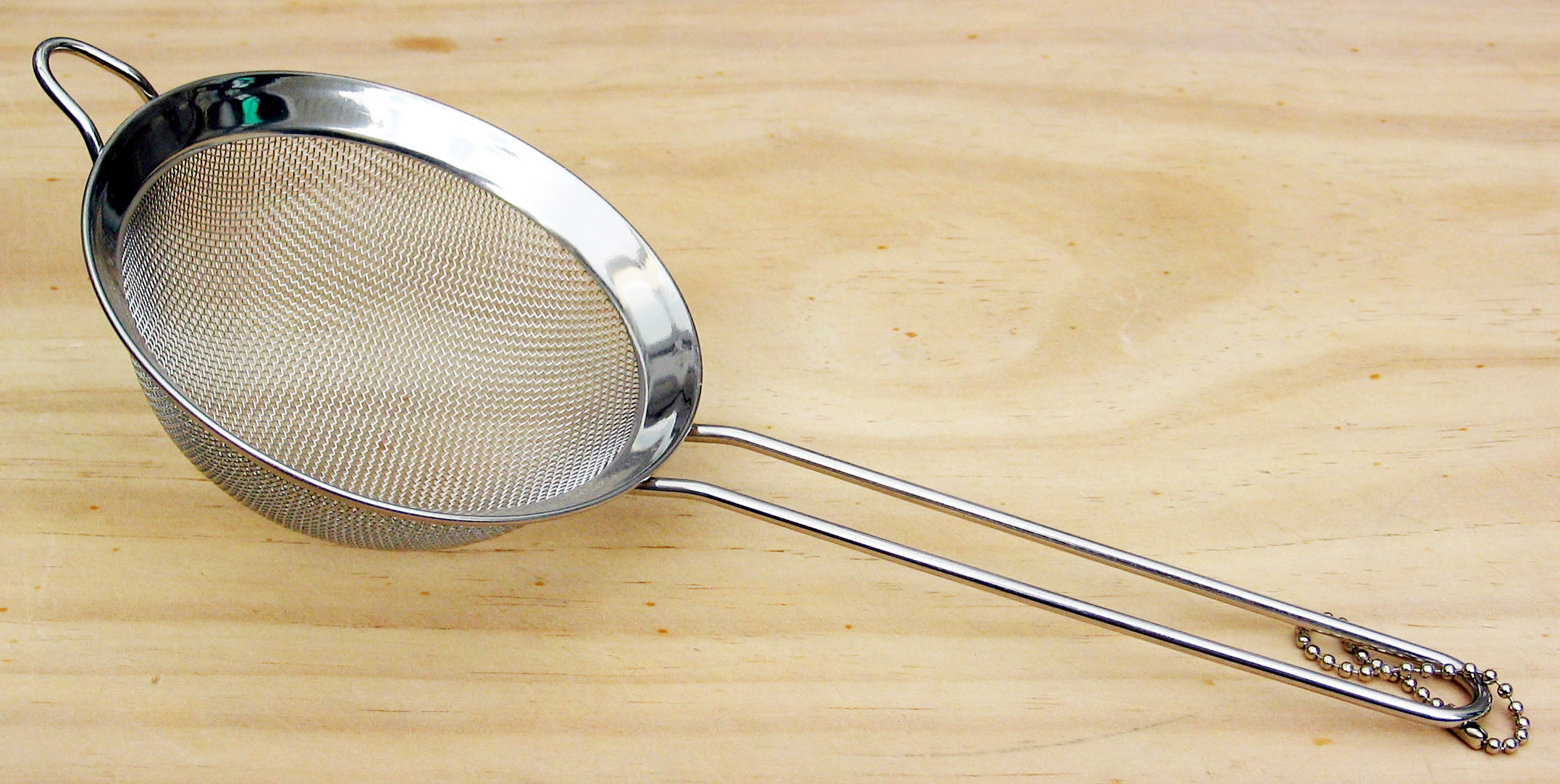
Ett såll.

Såll är ett redskap med hålförsedd botten som används för att särskilja mindre partiklar från större.
Ett såll består av en behållare med en botten som är försedd med hål vars storlek bestämmer den största partikeln av det blandade materialet som skall släppas igenom. Sållbottnens hål kan vara i form av ett nät av metall, textil, trä eller annat material, eller bestå av utstansningar i en plåt.
Såll har varit en symbol för jungfrudom och förekommer ibland på porträtt av Elisabet I av England. Ordet finns i talesätten "läcker som ett såll", och i "sålla agnarna från vetet".